# Chaudes-Aigues
Chaudes-Aigues là một xã ở tỉnh Cantal, thuộc vùng Auvergne-Rhône-Alpes ở miền trung nước Pháp.

## Dân số
| Năm | 1962 | 1968 | 1975 | 1982 | 1990 | 1999 | 2005 |
| --- | ---- | ---- | ---- | ---- | ---- | ---- | ---- |
| Dân số | 1218 | 1114 | 1187 | 1186 | 1110 | 986  | 970  |
| From the year 1968 on: No double counting—residents of multiple communes (e.g. students and military personnel) are counted only once. |      |      |      |      |      |      |      |

### Bibliographie
- Suzanne Ardourel, Les Eaux hyperthermales de Chaudes-Aigues, Université de Montpellier, 1964 (thèse de médecine)
- H. Bellon et J. P. Gibert, « Datations absolues du contexte géologique de l'aire d'émergence des eaux hyperthermales de Chaudes-Aigues, Cantal, France », C.R Acad. Sc., Paris, t. 280, (D) 1975, p. 1849-1852
- G. Bertrand, J. P. Gibert et R. Laugier, « Caractères physiques et modalités d'émergence des eaux thermales de Chaudes-Aigues (Cantal) », C.R Acad. Sc., Paris, t. 285, (D), 1977, p. 501-504
- P. Cailleaux, C. Fouillac, G. Michard et C. Ouzounian, « Étude géochimique des Nguồns thermales de Chaudes-Aigues (Cantal). Conséquences géochimiques », C.R Acad. Sc., Paris, t. 282, (D), 1976, p. 1237-1240
- Pierre Chassang, Chaudes-Aigues: une description, une histoire, Éditions Gerbert, 1982, 335 p.
- Alphonse Chevallier, Essai sur Chaudes-Aigues, département du Cantal, et analyse chimique des eaux minérales-thermales de cette ville, 1828, réédité en facsimile sous le titre Les Eaux de Chaudes-Aigues, Res universis, Paris, 1991, 82 p. ISBN 2-87760-464-0
- A. Dupis et J. P. Gibert, « Apport de la magnétotellurique de faible profondeur aux études hydrogéologiques: exemple de l'aire d'émergence d'eaux hyperthermales de Chaudes-Aigues », C.R Acad. Sc., série D, 1977, p. 139-142
- J. P. Gibert et Serge Paul, « Télédétection aérienne et phénomènes géothermiques: bilan des recherches technologiques et méthodologiques sur le site naturel de Chaudes-Aigues », Cahier Géologiques, 1983, n° 102
- Christian Marchi, Le Cantal, Éditions de Borée, 1995, p. 91-92 ISBN 2908592339
- G. Vasseur, G. Michard et C. Fouillac, « Contraintes sur la structure profonde et le fonctionnement du système hydrothermal de Chaudes-Aigues (France) », Hydrogéologie, 1997, n°4, p. 3-17